# Christelijk Lyceum Apeldoorn
Het Christelijk Lyceum Apeldoorn is een christelijke school voor voortgezet onderwijs in de Nederlandse stad Apeldoorn die onderwijs aanbiedt op de niveaus havo/mavo, havo, havo/vwo, atheneum en gymnasium.
De school is gelegen aan de Jachtlaan aan de rand van de wijk Berg en Bos. Het Christelijk Lyceum maakt deel uit van de Stichting Christelijk Voortgezet Onderwijs Apeldoorn, waar ook Sprengeloo en De Heemgaard onder vallen.

## Geschiedenis
De Christelijke HBS werd in 1927 opgericht als voorloper van het Christelijk Lyceum. In 1930 verhuisde het naar de huidige locatie aan de Jachtlaan. In de tweede helft van de jaren 90 in de 20ste eeuw, ging de school op in de Christelijke Scholengemeenschap (CSG) Sprengeloo. Het complete opleidingsaanbod vmbo, mavo, havo en vwo was vertegenwoordigd. Vanaf 1 november 2007 is de school weer zelfstandig geworden, waarbij het de naam Christelijk Lyceum terugkreeg. Sprengeloo is nu de naam van de verzelfstandigde vmbo-school in de voormalige scholengemeenschap. Een deel van de lessen wordt tegenwoordig gegeven in een bijgebouw vanwege ruimtetekort op het Christelijk Lyceum. Dit gebouw staat ongeveer 2,5 kilometer verderop. Vroeger was dit gebouw van Veluws College´s Cortenbosch.

## Vliegtuigramp

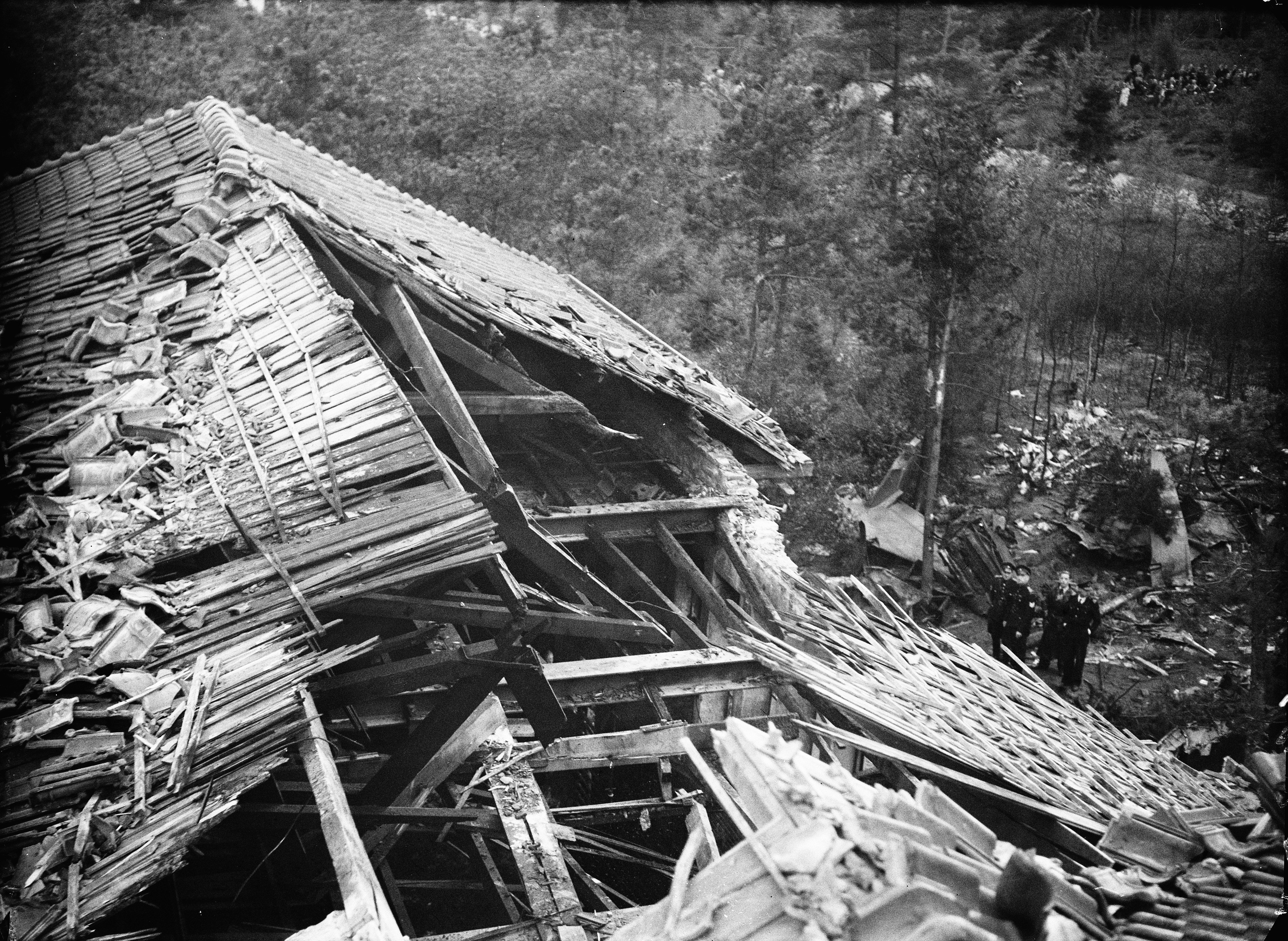
Fairey Firefly Mk. I neergestort

Op maandag 7 oktober 1946 stortte een eenpersoonsvliegtuig neer op het gymlokaal van de toenmalige Christelijke HBS.
Op het moment van het ongeluk had klas 2c gymnastiek. Tweeëntwintig leerlingen van deze klas kwamen om, evenals de piloot Max Christern. Vijf leerlingen en de gymleraar overleefden het ongeluk.
De piloot maakte zijn eerste solovlucht. Tegen alle regels in koerste hij met zijn eenmotorig jachtvliegtuig naar zijn woonplaats om zijn moeder, die in een straat achter de Apeldoornse HBS woonde, een groet te brengen. Ook de moeder overleed die dag: zij kreeg een hartinfarct toen zij het toestel neer zag storten.
Veertig jaar na de ramp vond er voor het eerst een herdenking plaats, gevolgd door een kranslegging op de Gemeentelijke begraafplaats aan de Soerenseweg waar de meeste slachtoffers ter aarde zijn besteld. Sindsdien werd tot 2017 de zevende oktober jaarlijks herdacht in een 2e klas van het huidige Apeldoornse lyceum. Deze herdenkingen vonden als volgt plaats: een stoet leerlingen, gevolgd door enkele overlevenden en oud-leerlingen, liep van de school naar het kerkhof. Na een toespraak van de burgemeester volgde de kranslegging.

## Bekende oud-leerlingen
- Arie Boomsma (1974), televisiepresentator en fotomodel
- Hanke Bruins Slot (1977), politica
- Henk Medema (1950-2024), uitgever en publicist
- Floris van Oranje-Nassau, Van Vollenhoven (1975)
- Willem Ouweneel (1944), bioloog, filosoof en theoloog
- Pim Wessels (1991), acteur en musicalster